# Психологическая наука и образование
Психологическая наука и образование — научное издание, которое публикует оригинальные, законченные теоретические и практико-ориентированные статьи, посвященной актуальным проблемам педагогической, возрастной, общей, специальной, юридической психологии, психологической диагностики и коррекции. Кроме того, в журнале «Психологическая наука и образование» публикуются отчеты о конференциях, информация о научно-исследовательских центрах, психологических организациях и мероприятиях. 

## Миссия журнала
Несомненная научная значимость журнала отражается в тех исследовательских, методологических и философских проблемах современной и психологического образования, поднимаемых и решаемых на страницах журнала.
Практическая значимость журнала состоит в обеспечении отечественных психологов, педагогов, воспитателей, работников в области образования полноценной профессиональной информацией методического, теоретического и организационного характера в области психологии развития, педагогической психологии, психологии образования, семейной, детской психологии, психологии профконсультирования и других актуальных областях психологии.

## Цели и задачи
Журнал «Психологическая наука и образование» ставит перед собой безусловно своевременные и востребованные в профессиональном сообществе цели:
- участие в формировании полноценной информационной среды, отражающей динамичную картину жизни складывающегося профессионального психологического сообщества;
- участие в создании коммуникативного пространства, делающего возможным творческий диалог между отечественной и зарубежной психологией, а также между отечественной и зарубежной психологией, а также между различными психологическими школами и направлениями;
- участие в формировании норм «психологической культуры» (этнических, юридических, языковых и прочих правил профессионального поведения и коммуникации).

## Международные и российские базы данных
Журнал рекомендован Высшей аттестационной комиссией (ВАК) Министерства образования РФ в перечне ведущих научных журналов и изданий для публикации научных результатов диссертационных исследований.
Журнал включен в российские и международные базы данных:
- Реферативный журнал и база данных ВИНИТИ. Дата обращения: 21 июня 2010. Архивировано из оригинала 3 мая 2012 года.
- Российский Индекс научной цитирования (РИНЦ). Дата обращения: 21 июня 2010. Архивировано 27 апреля 2012 года.
- EBSCO publishing. Дата обращения: 23 июня 2010. Архивировано из оригинала 27 апреля 2012 года.
- PsycINFO Journals Coverage. Дата обращения: 21 июня 2010. Архивировано 27 апреля 2012 года.
- Ulrich’s Periodicals Directory. Дата обращения: 21 июня 2010. Архивировано 27 апреля 2012 года.
- Scopus[1]
- Web of Science[1]

## Основные рубрики журнала
- Психология развития
- Психология детско-родительских отношений
- Психологическая диагностика
- Психология образования
- Психология семейных отношений
- Психология кризисных ситуаций
- В помощь психологу
- Специальная психология
- Юридическая психология
- Этнопсихология
- Социальная психология
- Междисциплинарные исследования
- Психология профессиональной деятельности
- Инновационные модели
- Общая психология
- Интервью, эссе
- Обзор литературы

## Тематика журнала
В терминах действующей системы специальностей научных работников:
- Общая психология, психология личности, история психологии (19.00.01)
- Психология труда. Инженерная психология, эргономика (19.00.03)
- Медицинская психология (19.00.04)
- Социальная психология (19.00.05)
- Педагогическая психология (19.00.07)
- Коррекционная психология (19.00.10)
- Психология развития, акмеология (19.00.13)

## Редколлегия журнала
- Главный редактор — Рубцов Виталий Владимирович[2], доктор психологических наук, профессор, действительный член Российской академии образования, ректор МГППУ, директор ПИ РАО (Россия)
- Первый заместитель главного редактора — Марголис Аркадий Аронович[3], кандидат психологических наук, первый проректор МГППУ (Россия)
- Заместитель главного редактора — Шведовская Анна Александровна[4], кандидат психологических наук, доцент кафедры возрастной психологии МГППУ (Россия)
- Гуружапов Виктор Александрович[5] — доктор психологических наук, профессор, зав. кафедрой педагогической психологии факультета психологии образования МГППУ (Россия)
- Авдеева Наталья Николаевна[6] — кандидат психологических наук, ведущий научный сотрудник, профессор кафедры возрастной психологии факультета психологии образования МГППУ, научный руководитель Центра возрастно-психологического консультирования факультета психологии образования МГППУ (Россия)
- Айсмонтас Бронюс Броневич[7] — кандидат педагогических наук, заведующий кафедрой педагогики и психологии дистанционного обучения, декан факультета дистанционного обучения МГППУ (Россия)
- Басилова Татьяна Александровна[8] — кандидат психологических наук, зав. кафедрой специальной психологии факультета клинической и специальной психологии МГППУ, профессор (Россия)
- Гаврилушкина Ольга Петровна[9] — кандидат педагогических наук, старший научный сотрудник, зав. лабораторией «Психология аномального развития», профессор кафедры дошкольной психологии и педагогики МГППУ (Россия)
- Егорова Марина Алексеевна[10] — кандидат педагогических наук, доцент, профессор кафедры педагогической психологии, декан факультета психология образования МГППУ (Россия)
- Зиновьева Марина Владимировна[11] — кандидат психологических наук, доцент кафедры возрастной психологии факультета психологии образования МГППУ (Россия)
- Карабанова Ольга Александровна[12] — доктор психологических наук, профессор кафедры возрастной психологии факультета психологии МГУ им. М. В. Ломоносова(Россия)
- Обухова Людмила Филипповна[13] — доктор психологических наук, профессор МГУ им. М. В. Ломоносова, заведующая кафедрой возрастной психологии МГППУ, действительный член РАЕН (Россия)
- Пряжников Николай Сергеевич[14] — доктор педагогических наук, профессор кафедры возрастной психологии факультета психологии МГУ им. М. В. Ломоносова(Россия)
- Смирнова Елена Олеговна[15] — доктор психологических наук, профессор кафедры дошкольной педагогика и психология факультета психологии образования МГППУ (Россия)
- Филиппова Елена Валентиновна[16] — кандидат психологических наук, профессор, заведующая кафедрой детской и семейной психотерапии факультета психологического консультирования МГППУ (Россия)

## Подписка на журнал
1. Подписка на электронную версию журнала: http://psyjournals.ru/info/subscribe_person.shtml (недоступная+ссылка)
2. Подписка на печатную версию журнала для России, СНГ: http://psyjournals.ru/info/subscribe_print.shtml (недоступная+ссылка)